# Coelobathra eucrines
Coelobathra eucrines là một loài bướm đêm trong họ Crambidae.